# Aderson Lago
Aderson de Carvalho Lago Filho, mais conhecido como Aderson Lago (São Luís, 4 de abril de 1948), é um engenheiro civil e político brasileiro. Ele foi presidente da CAEMA (1987–1990), deputado estadual (1991–2007) e secretário da Casa Civil no Maranhão (2007–2009). É primo do ex-governador Jackson Lago e pai do advogado e deputado estadual Rodrigo Lago.

## Carreira política
Ingressou na política ao eleger-se deputado estadual em 1990, 1994, 1998 e 2002. Candidatou-se a governador do Maranhão em 2006 pelo PSDB, ficando em quarto lugar. Candidatou-se a deputado estadual em 2010 e tentou se eleger, sem sucesso.
Durante sua passagem política ele foi filiado ao PMDB, PDC, PPR, PPB, PSB, PSDB, PDT e Solidariedade. 